# 梁胜利
梁胜利（1953年—），壮族，广西田阳人，中国共产党党员，曾任广西壮族自治区公安厅厅长、自治区副主席。
毕业于中央党校经济管理专业。2013年，任广西壮族自治区政协副主席、党组副书记。
第十二届全国人大常委会委员、全国人大民族委员会委员。
2014年1月19日，中国人民政治协商会议第十一届广西壮族自治区委员会第二次会议第三次全体会议召开，梁胜利辞去广西壮族自治区政协副主席职务。